# 人見光夫
人見 光夫（ひとみ みつお、1954年5月2日 - ）は、日本の自動車技術者。マツダ株式会社常務執行役員・シニア技術開発フェロー 。スカイアクティブエンジンの開発で知られる。

## 来歴・人物
岡山県出身。岡山県立岡山朝日高等学校を経て、1979年に東京大学大学院工学系研究科修士課程を修了後、東洋工業（現・マツダ）に入社。以来、一貫してエンジン開発部門を歩む。2010年に発表されたスカイアクティブエンジンでは開発を主導し、ガソリンエンジン、ディーゼルエンジン共に従来の常識を超えた圧縮比14を実現した。
人見は、内燃機関の改善における要素を「排気損失」、「冷却損失」、「ポンプ損失」、「機械抵抗損失」の4つに分類し、さらにその制御因子を「圧縮比」、「空燃比(比熱比)」、「燃焼期間」、「燃焼タイミング」、「ポンピング損失」、「機械抵抗」の6つに集約した。この整理分類を行ったのは自動車業界で人見が初めてであるとされる。座右の銘は「答えは必ずある」。

## 経歴
- 1954年 - 岡山県生まれ
- 1973年 - 岡山県立岡山朝日高等学校卒業
- 1977年 - 東京大学工学部航空工学科卒業
- 1979年 - 東京大学大学院工学系研究科修士課程修了、東洋工業（現・マツダ）入社
- 2001年 - パワートレイン先行開発部長
- 2007年 - パワートレイン開発本部副本部長
- 2010年 - パワートレイン開発本部長
- 2011年 - 執行役員 パワートレイン開発本部長、コスト革新担当補佐
- 2014年 - 常務執行役員 技術研究所・パワートレイン開発・電気駆動システム開発担当
- 2015年 - 常務執行役員 技術研究所・パワートレイン開発・統合制御システム開発担当
- 2017年 - 常務執行役員（シニア技術開発フェロー ）技術研究所・統合制御システム開発担当[7]

## 著書

### 単著
- 『答えは必ずある―逆境をはね返したマツダの発想力 』 ダイヤモンド社、2015年2月 ISBN 4478061548

### 監修
- 御堀直嗣 『マツダスカイアクティブエンジンの開発―高効率と低燃費を目指して』 三樹書房、2013年12月 ISBN 4895226204